# Количівка (станція)

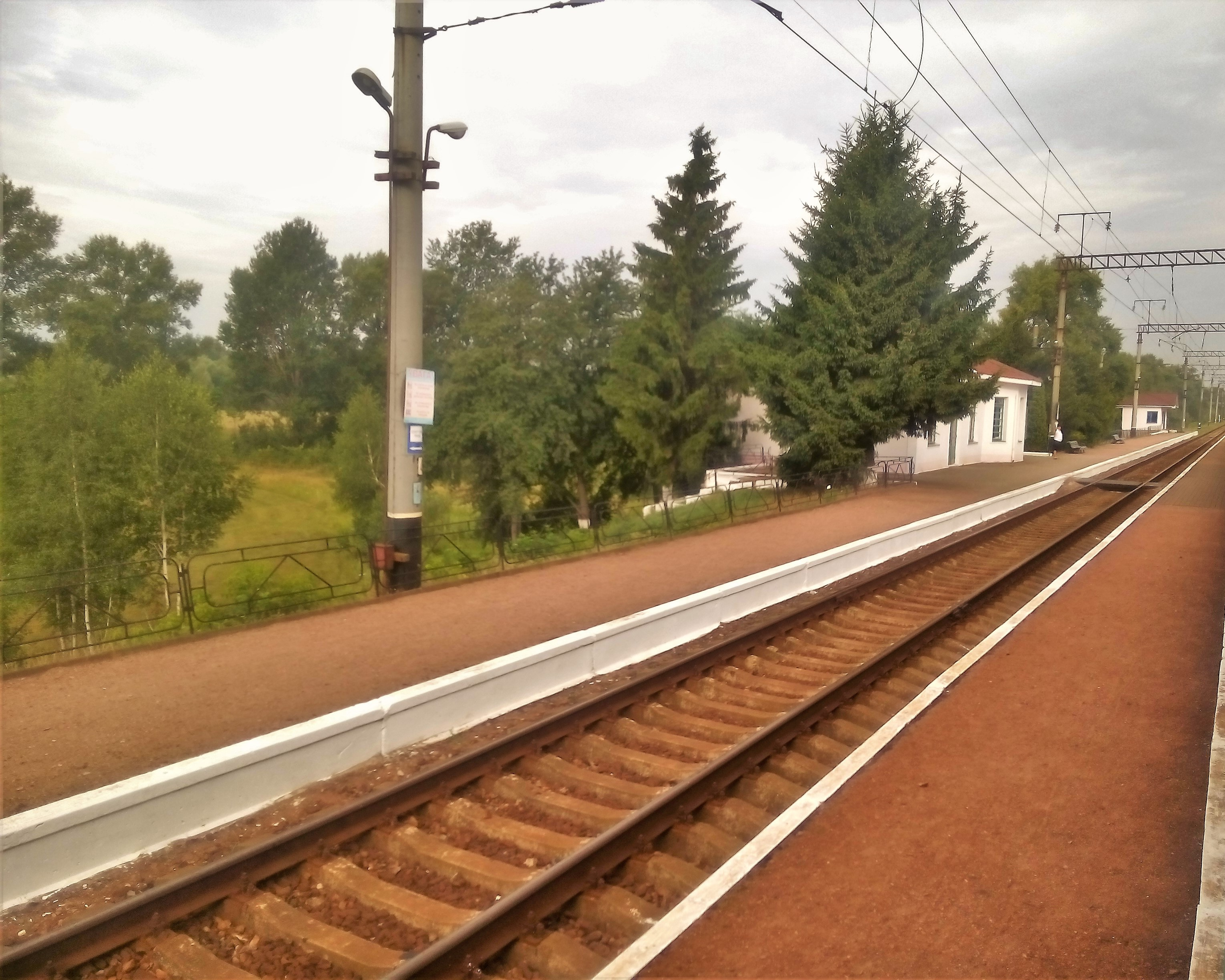

Количівка — проміжна залізнична станція 5 класу Київської дирекції Південно-західної залізниці на лінії Чернігів — Ніжин. Розташована біля однойменного села Количівка.
Розташована в Чернігівському районі Чернігівської області між станціями Чернігів (8 км) та Муравійка (17 км).
На станції зупиняються лише приміські поїзди.